# 엑스선 쌍성
X선 쌍성(X-ray binary), X선 동반성은 X선에서 빛나는 쌍성의 등급이다.

## 분류
- LMXBs
  - SXTs
  - 공생적 X선 쌍성
  - SSSs, SSXB
- IMXBs
- HMXBs
  - BeXRBs
  - SGXBs
  - SFXTs
- 기타
  - X선 버스터
  - X선 펄사
  - 마이크로퀘이사

## 마이크로퀘이사
마이크로퀘이사(microquasar)는 퀘이사와 비교하였을 때 제트의 길이와 슈바르츠실트 반지름, 질량과 에딩턴 한계가 모두 100만분의 1이기 때문에 마이크로퀘이사라는 이름이 붙었다.

## 같이 보기
- SS 433
- 퀘이사